# Andy Hopper

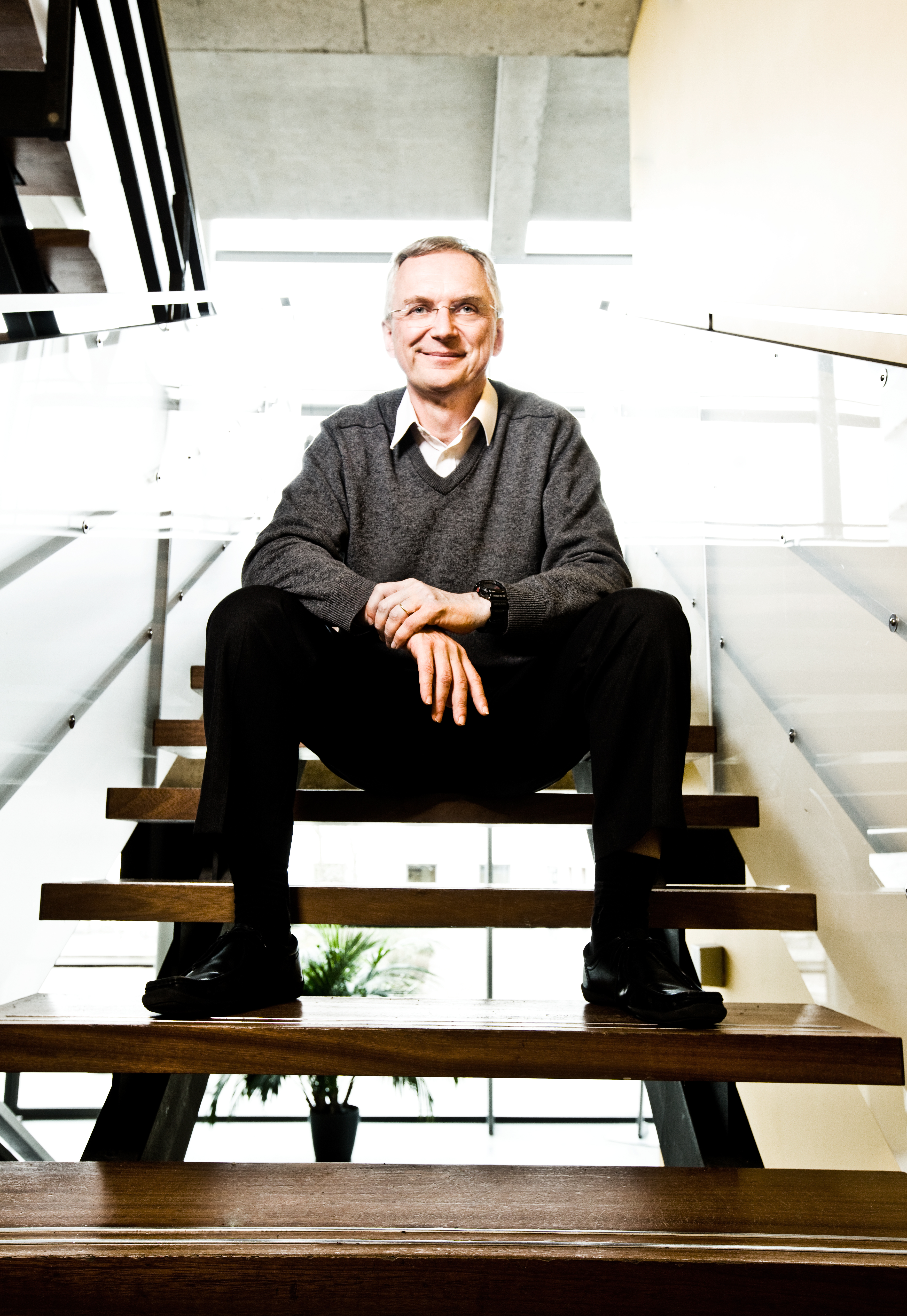
Andy Hopper

Andrew „Andy“ Hopper (* 9. Mai 1953 in Warschau, Polen) ist Professor für Informatik (Computer Technology), Leiter des Computerlabors der Universität Cambridge, Fellow des Corpus Christi College und Mitbegründer des Computerunternehmens Acorn.

## Leben
Im Alter von zehn Jahren kam er nach England, nachdem seine Mutter einen Engländer geheiratet hatte. Hopper studierte Informatik an der Universität von Wales in Swansea. 1974 wechselte er an die Universität Cambridge, um bei David Wheeler 1978 seinen Ph. D. zu machen.

## Wirken
Hopper arbeitet vor allem zum Thema Datennetze, unter anderem mit Maurice Wilkes am Cambridge Ring und dessen Nachfolgemodellen. Der Cambridge Ring arbeitete bereits 1980 mit 10 Megabits pro Sekunde, sein Nachfolger, der Cambridge Fast Ring, erreichte 100 Megabits und wurde später zu ATM weiter entwickelt.
1997 wurde er an den Lehrstuhl für Communications Engineering am Engineering Department der University Cambridge berufen. 2004 wurde er Professor für Informatik und Dekan der Abteilung Informatik. Hopper ist Mitglied der Institution of Electrical Engineers (IEE) und seit ihrer Gründung 2002 Mitglied des IEE Information Technology Sector Panel.
Hopper ist begeisterter Flieger und hat bei seinem Haus in Cambridge einen Landeplatz für sein Privatflugzeug, eine sechssitzige Cessna.

## Auszeichnungen
1996 wurde er Mitglied der Royal Academy of Engineering. Sie verlieh ihm 2003 die Silbermedaille. 1999 hielt Hopper die Clifford Paterson-Vorlesung der Royal Society mit dem Thema Der Fortschritt und die Forschung in der Computer Industrie. Er bekam danach die Bronzemedaille der Royal Society für sein Werk. 2004 erhielt er die Mountbatten Medaille der Institution of Engineering and Technology (IEE). 2005 wurde er Honorary Fellow der Universität von Wales. 2006 wurde er Mitglied der Royal Society, deren Bakerian Lecture er 2017 gehalten hat. Seit 2010 ist er ordentliches Mitglied der Academia Europaea.

## Firmenmitgründungen
Vor 1978 gründete Hopper die Orbis Ltd zur Entwicklung von Datennetzen. 1978 gründete Hopper zusammen mit Hermann Hauser und Chris Curry die Acorn Computers Ltd; die Orbis Ltd wurde dabei in Acorn eingegliedert und arbeitete weiter am Cambridge Ring. Nachdem Acorn 1985 von Olivetti aufgekauft wurde, wurde Hauser Vizepräsident der Olivetti-Forschung und gründete in dieser Rolle 1986 das Olivetti Research Laboratory (ORL), dessen Leiter er wurde. Die Laboratorien wurden von Oracle und später 1999 von AT&T gekauft und 2002 geschlossen.
1985 war er Mitbegründer der Qudos Technology Ltd (Quick Design On Silicon). 1993 gründeten Hopper und Hauser die Advanced Telecommunication Modules Ltd. Die Firma wurde am 11. Februar 1998 in Virata Ltd. umbenannt, dann mit Globalspan verschmolzen und in GlobespanVirata umbenannt. Diese Firma wurde am 1. März 2004 von Conexant gekauft. 1995 war Hopper zusammen mit Alan Chaney Mitgründer des Unternehmens Internet Pro Video Ltd (IPV), damals noch Telemedia Systems Ltd.
1999 gründeten Hopper und andere die Adaptive Broadband Ltd (ABL) zur Weiterentwicklung von Wireless ATM, das Anfang der 1990er Jahre bei ORL entwickelt wurde. ABL entwickelte eine Wireless-Breitband-Technik, die große Datenraten bei 1:N-Kommunikation ermöglicht (25 Mbit/s auf dem freien 5,8-GHz-Band). Möglich wird das durch eine Kombination von Time Division Multiple Access (TDMA) und packet-on-demand Bandbreiten Management zusammen mit ATM-Technik. 1998 wurde ABL wurde  California Microwave, Inc gekauft.
Im Februar 2000 war Hopper zusammen mit Peter Wharton Mitbegründer von Cambridge Broadband Ltd, die Breitband für feste drahtlose Verbindungen entwickelte. Er ist heute noch stiller Teilhaber. 2002 war Hopper Mitbegründer von Ubisense Ltd, die sich mit ortsabhängigen Diensten (location technologies) und Umgebungsmodellierung (sentient computing) beschäftigt, was aus dem ORL-Programm Active Badge system kommt. 2002 gründete Hopper auch RealVNC Ltd, die die kommerzielle Variante von VNC (Virtual Network Computing) betreut. Ebenfalls 2002 war er Mitbegründer von Level 5 Networks Ltd. Zusammen mit Peter Wharton hat er 2006 die Firma Adventiq gegründet.
Hopper war einige Zeit Berater des Risikokapitalunternehmens Amadeus Capital Partners, das 1997 von Hermann Hauser, Anne Glover und Peter Wynn gegründet wurde.